# Starka
Starka je vrsta votke koja se proizvodi u Poljskoj i Litvi. Proizvodi se dvostrukom destilacijom raži nakon čega destilat treba odležati u hrastovim bačvama gdje mu se dodava manja količina cvjetova limete i listova jabuke. Time ova votka dobiva barrique okus, kao i dodatnu blagu aromu limete i jabuke, a također i prirodnu boju koju također dobiva stajanjem u hrastovim bačvama.  

## Ime
Kako se Starka proizvodi u dvije različite države i dva jezika, tako postoje i dva tumačenja imena ove votke. Litvanska verzija porijekla ovog imena glasi da ime dolazi kao izvedenica riječi "Starkus" (roda, povezana s rođenjem), jer je nekada prilikom rođenja djeteta bio običaj da glava kuće zakopa bačvicu domaćeg alkoholnog pića koje bi se otkopavalo kada bi se dijete ženilo. Poljska verzija imena vezana je uz proces starenja koji je karakterističan za ovu vodku. Poljska riječ "Starka" označava staru ženu, staricu, te time asocira na način proizvodnje ove votke. Koja je verzija istinita, ostaje pitanje, jer pošto se ova vodka pojavila prvi put u 15. stoljeću, istina o imenu ostala je skrivena negdje u vremenu. 

## Proizvodnja
Danas se Starka proizvodi u Litvi i Poljskoj, u više različitih inačica, ovisno o postotku alkohola i godinama starenja u hrastovim bačvama. Litvanska inačica ima 43% alkohola i pored listova jabuke koristi pri starenju i listove kruške i proizvodi se u destileriji Stumbras u Kaunasu. Poljska inačica se proizvodi u destileriji Polmos u Szczecinu.

## Starka u Rusiji
Starka se vodi i kao vrsta vodke koja se proizvodi u Rusiji što nije potpuno točno. U Rusiji se trenutno ne proizvodi vodka pod tim imenom, već se proizvodi više alkoholnih pića s istom tehnologijom kao i kod proizvodnje Starke. Tvrtka S.P.I. je najavila početak proizvodnje vodke pod imenom Starka ali nije precizirala datum.

## Vrste
- Starka 10 - (10 godina stara)
- Starka Jubileuszowa - (15 godina stara)
- Starka Patria - (20 godina stara)
- Starka Piastowska - (25 godina stara)
- Starka Banquet - (30 godina stara)
- Starka 50 - (50 godina stara)
- Starka 18 - (18 godina stara)
- Stumbro Starka - (Litvanska inačica)